# Cerkev svetega Martina, Colmar
Cerkev svetega Martina (francosko Collégiale Saint-Martin de Colmar) je glavna cerkev in glavni gotski spomenik v Colmarju, departma Haut-Rhin, Francija. Zaradi svoje preteklosti kot kolegijska cerkev, je znana tudi kot Collégiale Saint-Martin in zaradi njenih velikih dimenzij, kot so Cathédrale Saint-Martin, čeprav Colmar nikoli ni bil sedež škofije.

## Zgodovina in opis
Leta 1972 so arheologi našli ostanke prve cerkve, zgrajene v karolinškem slogu okoli leta 1000. Temelji druge cerkve so zgrajeni na tem mestu v romanskem slogu in so dobro ohranjeni. Sedanja stavba je bila zgrajena med letoma 1234 in 1365 kot kolegijska cerkev namenjen kultu svetega Martina iz Toursa, ki je prenehal delovati. Sedanja konica zvonika v renesančnem slogu je bila dodana po požaru leta 1572.
Cerkev je obdana z več portali precej majhnih dimenzij, sorazmerno z obsegom stavbe. Nekateri od teh portalov so zazidani. Največji portal ima bogato okrašen timpanon. Streha iz barvnih ploščic opozarja, da je v Collégiale Saint-Thiebaut v Thannu še ena presenetljiva značilnost zunanjosti cerkve. Masivni stebri, ki podpirajo fasado, arhitekturna redkost, daje stavbi nekoliko nerodno podobo, ki je v nasprotju z zračnim videzom visokih oken apside. Druga omembe vredna podrobnost zunanjosti zgradbe, priča o težavni zgodovini Judov v Alzaciji, je prisotnost dveh »Judensäue«, eden v obliki bruhalnika, drugi kot kota skulptura na portalu. 
V prostorni notranjosti, katere oprema je v času francoske revolucije utrpela grenke izgube, so najbolj izjemne bujne baročne orgle iz leta 1755, (mehanizem in same cevi, ki jih je prvotno izdelal Johann Andreas Silbermann, so popolnoma nadomestili leta 1979) , kot tudi ambulatorij, edinstvena funkcija v alzaški cerkvah. Številne kapele, ki obkrožajo kor vsebujejo več srednjeveških oltarjev in kipov. Od preostalih gotskih vitrajev v ladji je omembe vredno okno iz 13. stoletja z glavo golobradega Kristusa in drugi redki primeri.

## Dimenzije
Nekateri podatki, ki se nanašajo na velikost cerkve so :
- Skupna notranja dolžina: 78 m
- maksimalna notranja višina: 20 m
- Notranja širina prečne ladje: 34 m
- Višina zvonika: 71 m

## Galerija
- Fasada in stolp z nenavadno masivnimi oporniki
- Stranski portal. Timpanon je izdela "Master Humbret".
- Portal
- Pogled na transept
- Zadnja stran cerkve z gnezdom štorklje
- Notranjost cerkve
- Kor (prezbiterij)
- Pozno gotska Zadnja večerja v notranjosti cerkve
- Vitraj z glavo Kristusa
- Kip Marije z detetom
- Orgle
- Ura v cerkvi
- Colmarjev "Judensäue".